# Strauch-Strandflieder
Der Strauch-Strandflieder (Limoniastrum monopetalum) ist eine Pflanzenart aus der Gattung Limoniastrum in der Familie der Bleiwurzgewächse (Plumbaginaceae).

## Beschreibung

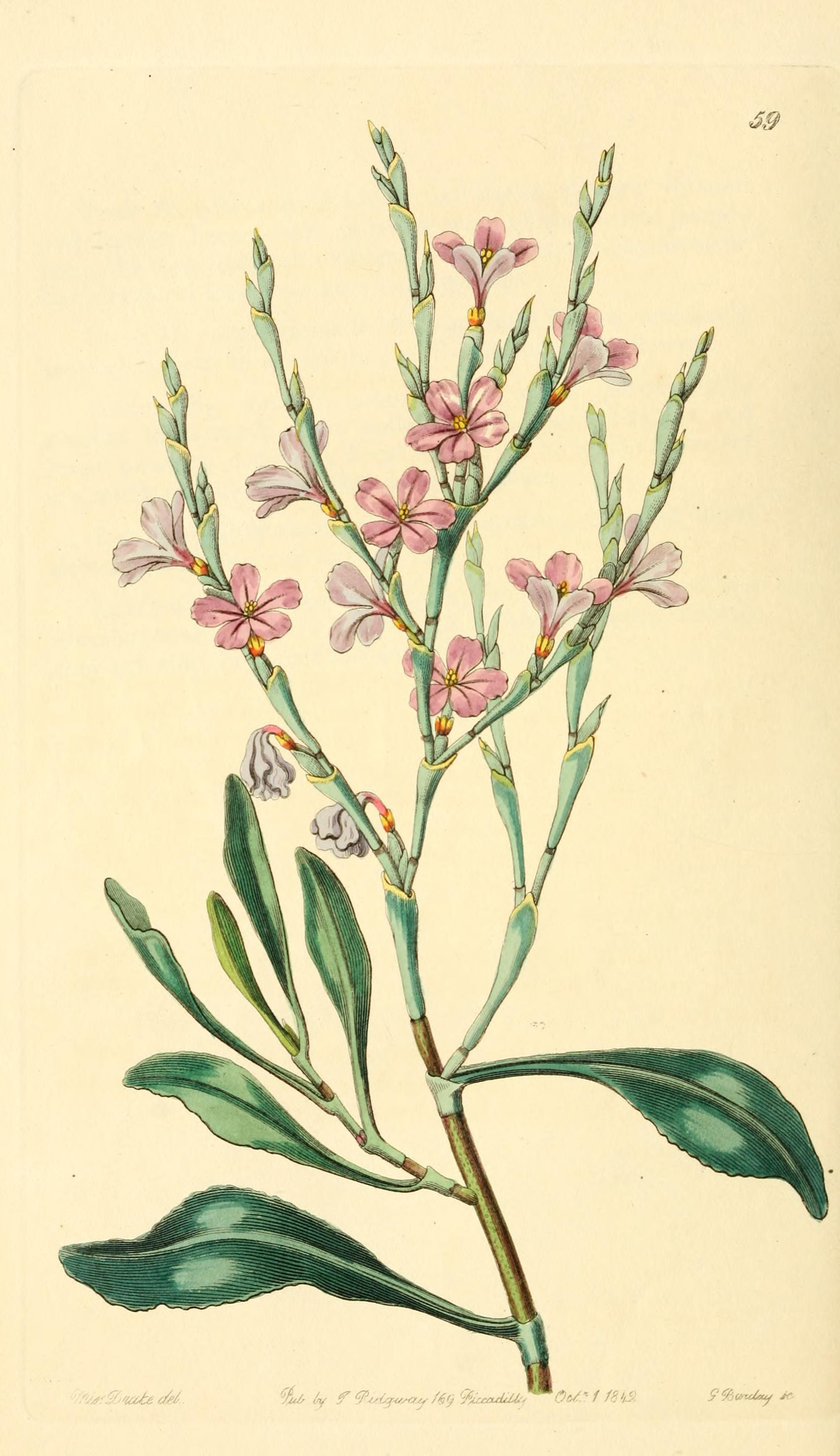
Illustration aus Edwards Botanical Register, or, Ornamental flower-garden and shrubbery ...

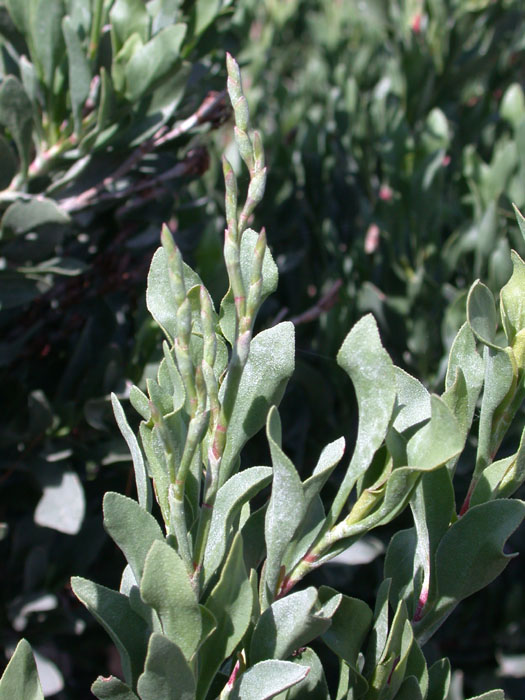
Zweige mit Laubblättern

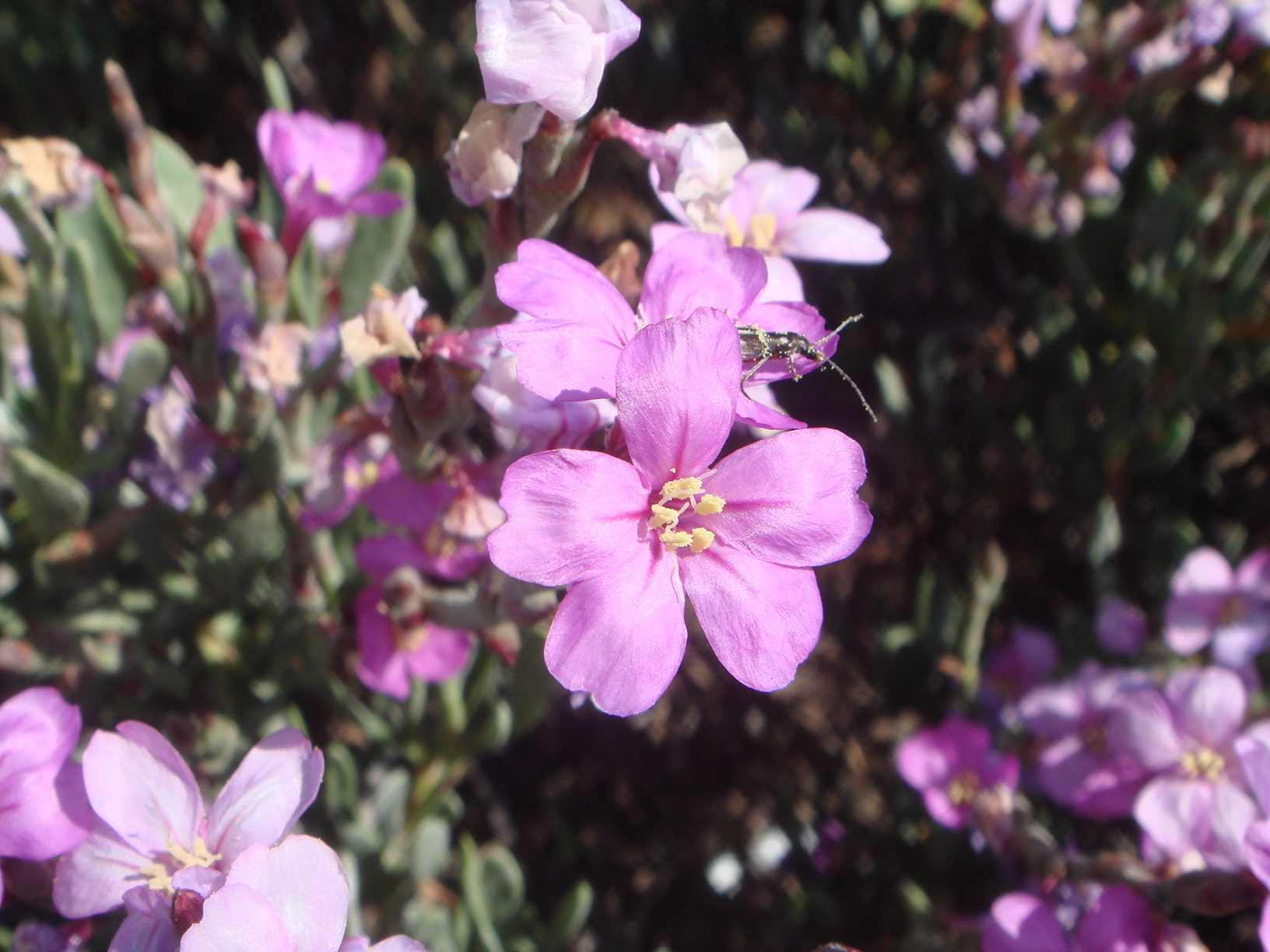
Radiärsymmetrische, fünfzählige Blüten

### Vegetative Merkmale
Der Strauch-Strandflieder ist ein kleiner Strauch, der Wuchshöhen von 30 bis 120 Zentimetern erreicht. Er ist meist stark verzweigt.
Die zahlreichen Laubblätter besitzen Salzdrüsen. Die einfache blaugrüne Blattspreite ist bei einer Länge von 2 bis 3, selten bis zu 8 Zentimetern sowie einer Breite von 0,5 bis 1,5 Zentimetern spatelförmig. Der Spreitengrund geht in eine breite stängelumfassende Scheide über.

### Generative Merkmale
Die Blütezeit reicht von Juni bis August. Ein bis zwei Blüten stehen in verzweigten, getrocknet zerbrechlichen, ährigen Blütenständen. Der Kelch ist von drei sich dachziegelig deckenden Hochblättern umschlossen. Das äußere Hochblatt ist etwa 4 Millimeter lang, das innere ist etwa 8 Millimeter lang und bildet eine ellipsoidische Hülle um die Blüten.
Die zwittrige Blüten ist radiärsymmetrisch und fünfzählig mit doppelter Blütenhülle. Der 9 Millimeter lange Kelch ist fünfzähnig. Die rosafarbene Blütenkrone ist am fünfzipfligen Saum 1 bis 2 Zentimeter breit; sie ist zur Hälfte verwachsen. Vertrocknet wird sie violett. Die Staubblätter sind am Grunde der Blütenkrone angewachsen. Die fünf Griffel sind in der unteren Hälfte miteinander verwachsen.
Die Chromosomenzahl beträgt 2n = 72.

## Vorkommen
Der Strauch-Strandflieder kommt in Marokko, Tunesien, im nördlichen Algerien, im nördlichen Libyen, im nördlichen Ägypten, auf der Sinai-Halbinsel, im südlichen Portugal, in Spanien, auf den Balearen, im südlichen Frankreich, auf Korsika, Sardinien, Sizilien, in Italien und auf Kreta vor.
Der Strauch-Strandflieder gedeiht an Sandstränden und in Salzmarschen.

## Taxonomie
Die Erstveröffentlichung erfolgte 1753 unter dem Namen (Basionym) Statice monopetala durch Carl von Linné in Species Plantarum, Tomus I, S.  276. Die Neukombination zu Limoniastrum monopetalum (L.) Boiss. wurde 1848 durch Pierre Edmond Boissier in Augustin-Pyrame de Candolle: Prodromus, 12, S. 689 veröffentlicht. Synonyme für Limoniastrum monopetalum (L.) Boiss. sind: Limonium monopetalum (L.) Hill, Limoniastrum articulatum Moench, Limonium siculum Mill.

## Nutzung
Der Strauch-Strandflieder wird gelegentlich als Zierpflanze verwendet.